# 紐倫堡的伊莉莎白
紐倫堡的伊莉莎白（Elisabeth von Hohenzollern-Nürnberg，1358年—1411年）是紐倫堡伯爵腓特烈五世的女兒，屬於霍亨索倫王朝的成員。

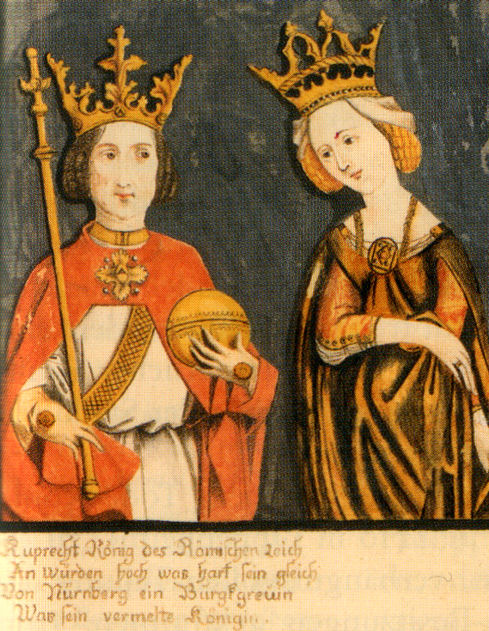
紐倫堡的伊莉莎白（右）

1374年，伊莉莎白和普法爾茨的魯普雷希特三世結婚，1400年魯普雷希特當選為德意志國王（羅馬人的國王），伊莉莎白成為德意志王后。她在1411年去世。

## 子女
- 瑪格麗特（英语：Margaret of the Palatinate）（1376—1434）
- 路德維希（1378—1436）
- 約翰（1383—1443）
- 斯特凡（1385—1459）
- 奧托一世（1390—1461）